# Diário da Segunda Guerra Mundial de Edson Dias Soares
O Diário da Segunda Guerra Mundial de Edson Dias Soares, organizado por Antônio Ernesto Viana Soares, é um livro lançado no Brasil em 2007 pela editora Kelps.
Trata-se da íntegra de um pequeno diário de bolso escrito pelo cabo Edson Dias Soares durante o período em que esteve na Itália representando a Força Expedicionária Brasileira (FEB) na Segunda Guerra Mundial.